# Jinping, Chongqing
Jinping (kinesiska: 金坪) är en socken i sydvästra Kina. Den ligger i häradet Wushan i storstadsområdet Chongqing, omkring 370 kilometer nordost om det centrala stadsdistriktet Yuzhong. Antalet invånare är 2 954. Befolkningen består av 1 385 kvinnor och 1 569 män. Barn under 15 år utgör 19,0 %, vuxna 15-64 år 65 %, och äldre över 65 år 14,0 %.